# Kosmos 2380
Kosmos 2380, ruski navigacijski satelit (globalno pozicioniranje) iz programa Kosmos. Vrste je GLONASS (Glonass br. 790, Uragan br. 790). 
Lansiran je 1. prosinca 2001. godine u 18:04 s kozmodroma Bajkonura (Tjuratam) u Kazahstanu. Lansiran je u srednje visoku orbitu oko planeta Zemlje raketom nosačem Proton-K/DM-2 8K72K. Orbita mu je 19105 km u perigeju i 19126 km u apogeju. Orbitna inklinacija mu je 64,84°. Spacetrackov kataloški broj je 26989. COSPARova oznaka je 2001-053-C. Zemlju obilazi u 675,16 minuta. Pri lansiranju bio je mase kg.
Više dijelova iz ove misije odvojilo se od letjelice i vratilo se u atmosferu, a kružili su u TA, niskoj, srednjoj, a neki su dijelovi u orbiti i danas.
Ovaj je satelit lansiran u orbitu skupa s još dva iz istog programa. Dva su model iz klase Uragan i treći je poboljšana klasa, Uragan-M. Ovaj je trojca plasiran na Ravninu-1 (eng. Plane-1).

## Vanjske poveznice
- N2YO.com Search Satellite Database
- Celes Trak SATCAT Format Documentation (engl.)
- Kunstman  Arhivirana inačica izvorne stranice od 12. kolovoza 2019. (Wayback Machine) Satellites in Orbit (engl.)